# 愛知県道389号富栄設楽線
愛知県道389号富栄設楽線（あいちけんどう389ごう とみさかしたらせん）は、愛知県新城市から愛知県北設楽郡設楽町に至る一般県道である。

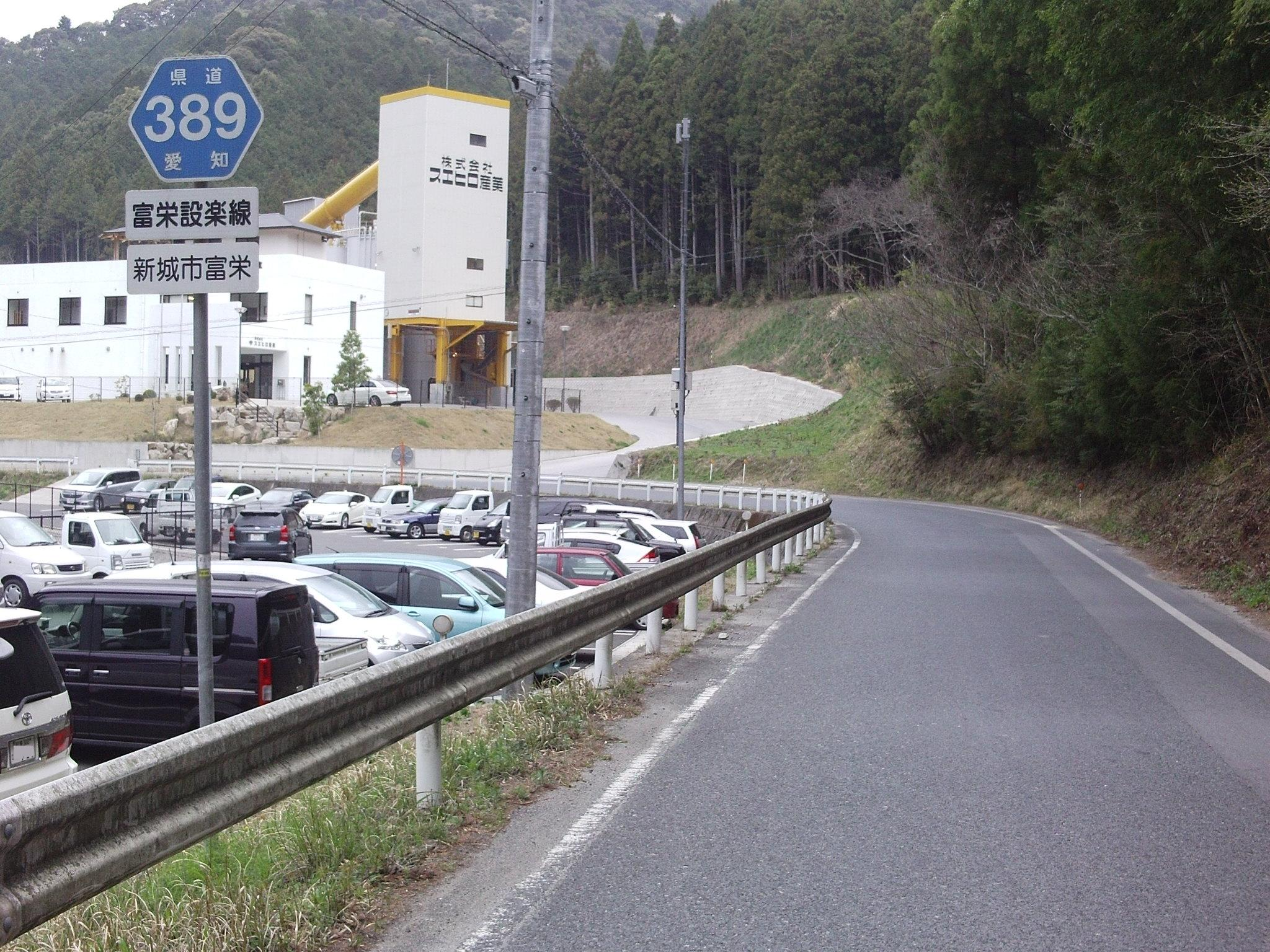
富栄（起点方面）にて。

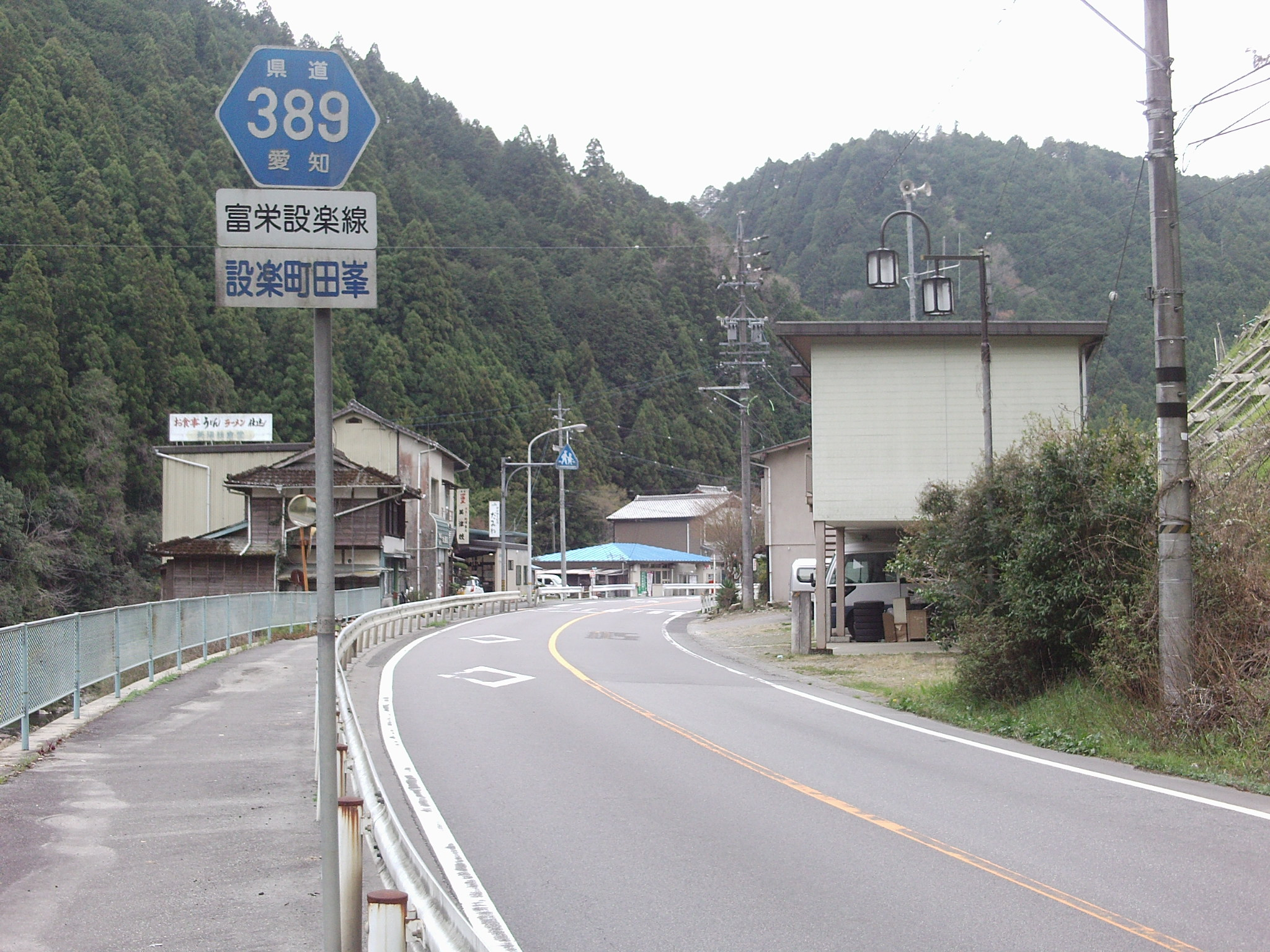
設楽町田峯（終点側）にて。稲目トンネルの手前。田峰駅跡の近く。

## 概要
起点からしばらくは国道151号の旧道を走る。鳳来寺山パークウェイと接続してから、中間部で総距離の半分以上が愛知県道32号長篠東栄線と重複している。これと分岐した後、全長約1.5kmの稲目トンネルを抜け設楽町に入ってすぐの所で終点となる。玖老勢交差点以北は国道257号の狭隘かつ遠回り区間を避ける自動車の通行が多い。

### 路線データ
- 起点：愛知県新城市富栄字岩下（国道151号交点）
- 終点：愛知県北設楽郡設楽町田峯字福田（国道257号交点）
- 全長：約16.7km（他路線重複区間を含む）

## 沿革
- 1959年12月15日：一般県道 鳳来設楽線（与良木峠[1]経由）として認定。
- 1979年3月：全長1,510mの稲目トンネルが開通し経由地変更。
- 2007年4月1日：一般県道 富栄設楽線に改称。

## 通過する自治体
- 愛知県
  - 新城市
  - 北設楽郡設楽町

## 接続する道路
- 国道151号（新城市富栄字岩下）
- 愛知県道524号門谷豊岡線（鳳来寺山パークウェイ：新城市門谷宮ノ前）
- 愛知県道32号長篠東栄線（新城市門谷字笠川・海老池貝津交差点間で重複）
- 愛知県道441号鳳来寺山公園線（新城市門谷字笠川）
- 愛知県道436号作手清岳玖老勢線（玖老勢交差点）
- 愛知県道435号作手保永海老線（新城市海老字千原田）
- 国道257号・国道473号（北設楽郡設楽町田峯：田峯交差点）

## 沿線周辺
※ 愛知県道32号長篠東栄線との重複区間についてはその項を参照。
- JR飯田線 三河大野駅
- 鳳来寺山
- 段嶺（だみね）郵便局

## 別名
- 伊那街道（新城市、設楽町）